# Edsbergs landskommun
Edsbergs landskommun var en tidigare kommun i Örebro län.

## Administrativ historik
Kommunen inrättades i Edsbergs socken i Edsbergs härad i Närke när 1862 års kommunalförordningar trädde i kraft.
Vid kommunreformen 1952 gick Edsbergs landskommun upp i Lekebergs landskommun som 1971 uppgick i Örebro kommun. Området kom senare 1995 att utbrytas och bilda Lekebergs kommun.

## Politik

### Mandatfördelning i Edsbergs landskommun 1938-1946
| 7 | 7 | 6 |

| 20 |

| 9 | 9 | 2 |

| 20 |

| 8 | 1 | 11 |

| 18 |